# طالب شغاتي
طالب شغاتي مشاري الكناني  من مواليد محافظة ميسان تخرج من الكلية العسكرية دورة (49) في عام 1970، تخرج من كلية القيادة دورة (7)، تخرج من كلية الأركان دورة (50).
بعد تخرجه من الكلية العسكرية عمل في صنف مدفعية الميدان ثم اشترك بدورة الصواريخ الأساسية عام 1971 في الاتحاد السوفيتي وتحول إلى صنف الدفاع الجوي/ صواريخ.
عمل في وحدات الدفاع الجوي وحسب تسلسل المناصب حتى وصل إلى آمر لواء دفاع جوي القائم ثم عميداً لمعهد الدفاع الجوي واخيراً عميد كلية الدفاع الجوي وبرتبة لواء ركن دفاع جوي في عام 2001.
اشترك بدورة قادة كتائب النيران دفاع جوي في جمهورية مصر العربية في عام 1983 واكمل كافة دورات الصنف الاساسية الاختصاصية.أصبح رئيس لجهاز مكافحة الإرهاب لعدة سنوات وفي عام 2020 أحيل إلى التقاعد بسبب تجاوزه السن القانونية.

## المؤلفات
1. دور المنظمات الدولية والإقليمية في مواجهة الارهاب – الدكتور طالب شغاتي مشاري الكناني[1]
2. الرؤيا القانونية والتاريخية من كتابات المستشرقين - الدكتور طالب شغاتي مشاري الكناني[2]
3. مكافحة الإرهاب في مفهوم القانون الدولي - الدكتور طالب شغاتي مشاري الكناني[3]

## بعد عام 2003
بعد عام 2003 عمل في مجلس الأمن الوطني بصفة مستشار عسكري وفي عام 2005 صدر امر ديواني بتعيينه مستشار عسكري لرئيس الوزراء العراقي.
وفي عام 2007 تم تكليفه بمنصب رئيس جهاز مكافحة الإرهاب.
تم تشكيل جهاز مكافحة الإرهاب عام 2007 وهو مرتبط بالقائد العام للقوات المسلحة.
في عام 2014 تم تكليفه بمهمة قائد العمليات المشتركة إضافة إلى مهمة رئيس جهاز مكافحة الإرهاب.

## استعادة الموصل
بإشراف قائد العمليات المشتركة تم اعداد خطط مكافحة الإرهاب لاستعادة المحافظات من تنظيم داعش  وتم استعادة كافة المناطق من محيط بغداد إلى سامراء وتكريت وبيجي وقاطع ديالى وقاطع عمليات الانبار لاستعادة الرمادي والفلوجة وهيت والرطبة والقيارة والموصل وقد تم تنفيذها بنجاح.

## روابط أضافية
- طالب شغاتي  على فيسبوك.

```
على 
تويتر
.
```